# Burnsville (Virgínia Ocidental)
Burnsville é uma cidade  localizada no estado norte-americano de Virgínia Ocidental, no Condado de Braxton.

## Demografia
Segundo o censo norte-americano de 2000, a sua população era de 481 habitantes. 
Em 2006, foi estimada uma população de 471, um decréscimo de 10 (-2.1%).

## Geografia
De acordo com o United States Census Bureau tem uma área de 
2,8 km², dos quais 2,8 km² cobertos por terra e 0,0 km² cobertos por água. Burnsville localiza-se a aproximadamente 242 m acima do nível do mar.

## Localidades na vizinhança
O diagrama seguinte representa as localidades num raio de 24 km ao redor de Burnsville. 